# Çılbır
Le çılbır est un plat turc à base d'œufs pochés et de yaourt (souvent mélangé à de l'ail). On trouve des traces de çılbır consommé par les sultans ottomans dès le XVe siècle. Il est désormais courant de servir le plat nappé de beurre fondu infusé de piment d'Alep, auquel on peut substituer le paprika.
Dans plusieurs pays des Balkans comme la Bosnie-Herzégovine, le Monténégro et la Serbie, le mot turc çılbır est rendu par čimbur et désigne un plat d'œufs frits. Presque identique est le plat d'œufs à la panagyurski en Bulgarie.